# Propithecus diadema
Propithèque à diadème
Espèce
Statut de conservation UICN

 CR A3cd+4cd : 
En danger critique
Statut CITES
Le Propithèque à diadème (Propithecus diadema), ou Sifaka à diadème, est un lémurien de la famille des indridés.

## Description
Propithecus diadema est le plus grand représentant des propithèques, ou sifakas. Sa grande taille lui permet de rivaliser avec l'Indri pour le titre de plus grand lémurien vivant (il mesure en moyenne entre 94 et 105 cm, et pèse entre 6,0 et 8,5 kg.
P. diadema est également l'un des sifakas les plus colorés, avec son front, ses joues et sa gorge de couleur blanche, et sa couronne noire qui va de la nuque jusqu'au bas du dos. Son museau et sa tête sont noires, les yeux rouge-marron. Les membres supérieurs et inférieurs vont de l'orange au jaune doré, les mains et les pieds sont noirs. Le ventre est quant à lui généralement blanc ou gris.

## Répartition et habitat

Répartition de l'espèce à Madagascar.

Ce propithèque se trouve dans toutes les forêts tropicales humides de l'Est de Madagascar.
Malheureusement, P. diadema est une espèce en danger, à cause de la réduction de son territoire, due notamment à la culture extensive sur brûlis et aux exploitations minières.

## Liste des sous-espèces
Selon Mammal Species of the World (version 3, 2005)  (12 décembre 2014) :
- sous-espèce Propithecus diadema diadema
- sous-espèce Propithecus diadema candidus - le sifaka soyeux

## Galerie

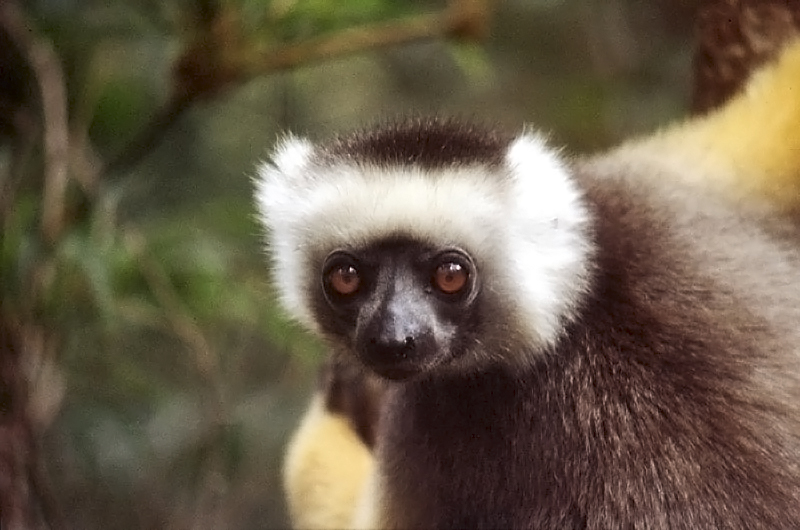
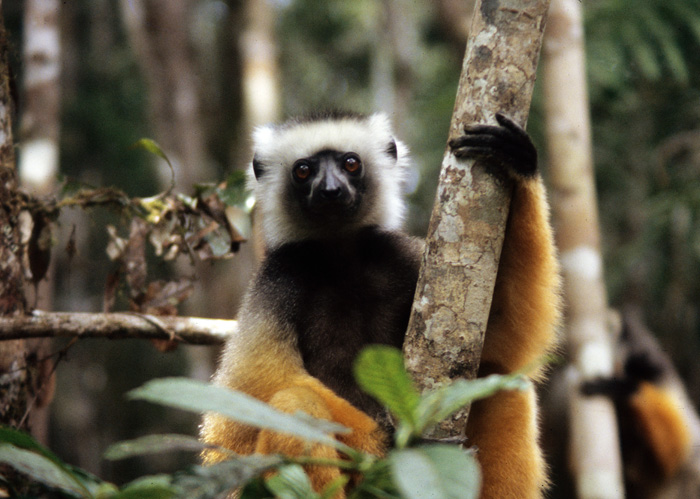
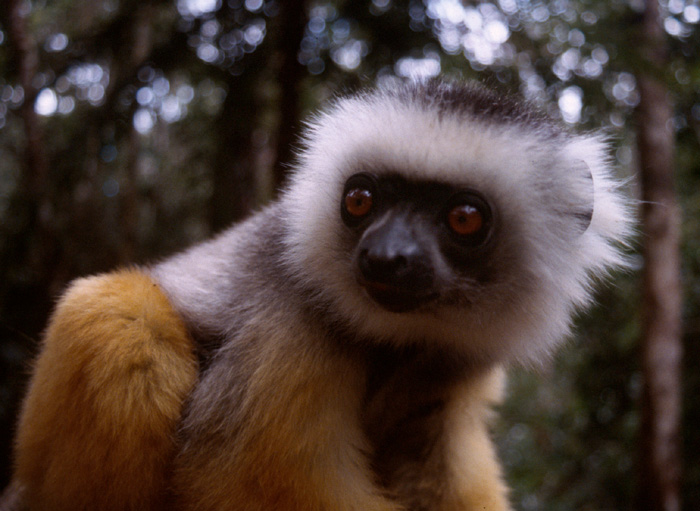
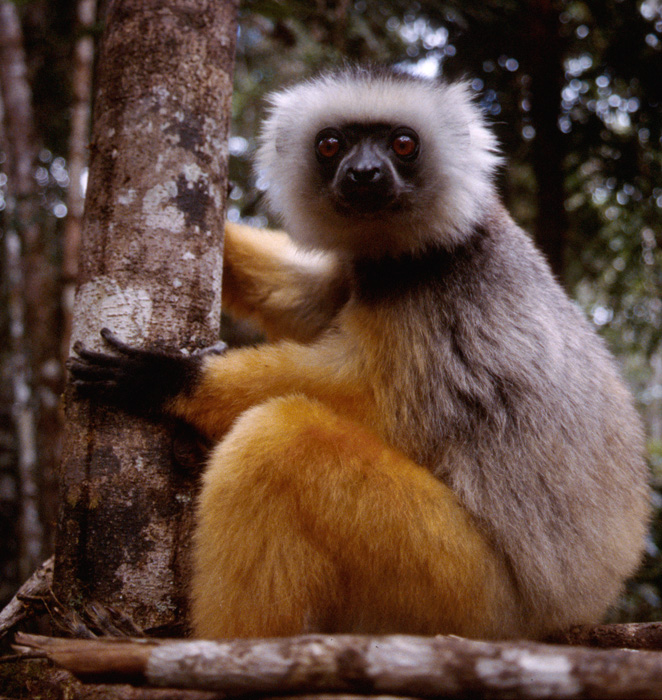
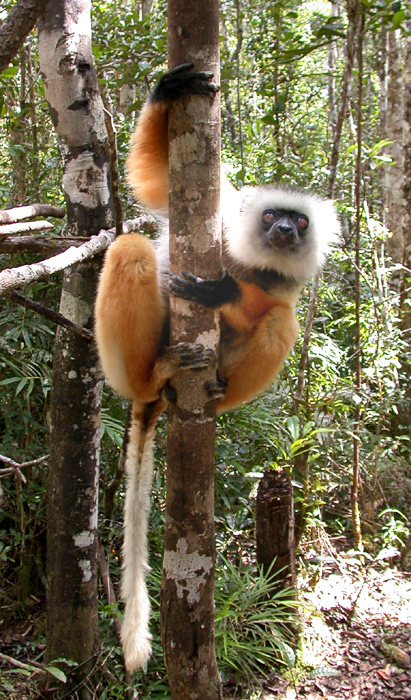